# Montpellier (Québec)
Pour les articles homonymes, voir Montpellier (homonymie).
Montpellier est une municipalité du Québec (Canada) située dans la municipalité régionale de comté de Papineau et la région administrative de l'Outaouais.

## Toponymie
Son nom vient du maître de poste, Louis Beaulieu, dit Montpellier.

## Histoire

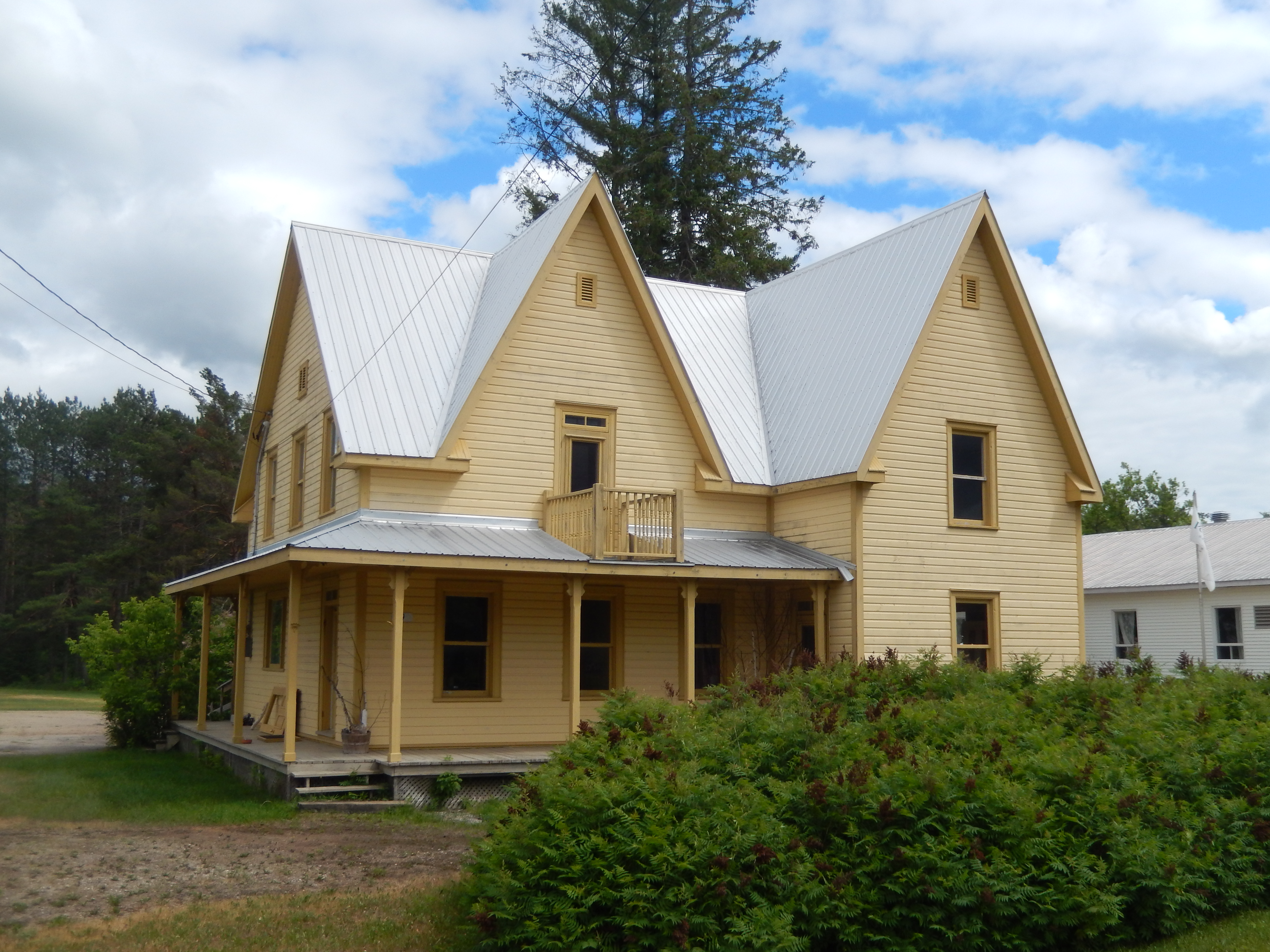
Ancien presbytère de Notre-Dame-de-la-Consolation

Avant la création des municipalités et des paroisses, des colons exploitaient le bois et l'agriculture. Au nord-ouest de ce qui deviendra plus tard un village, la compagnie forestière Edwards avait installé un camp pour exploiter le bois au Lac du Rat Musqué. Sous la surveillance du contremaître, M. Schryer, les draveurs faisaient descendre les billots par le ruisseau Schryer et le « lac à Schraire » pour arriver au moulin à scie en aval du lac.
Les colons s'installent doucement à la faveur des avantages du terrain un peu partout au Lac Schryer, au « Crique à Laroche », à la Côte Rouge, à la Baie-de-l'Ours. Pour répondre aux besoins de ces colons dispersés entre Ripon et Chénéville, Louis Beaulieu dit Montpellier ouvre un bureau de poste et un magasin général en 1892; ce sera les débuts du village. Peu après, Moïse Faubert quitte le canton de Mulgrave pour venir s'installer avec ses seize enfants. Plusieurs familles venant des cantons voisins contribueront au développement de la petite communauté fondée en 1902.
À l'origine dans le comté de Papineau, Montpellier est incluse dans la municipalité régionale de comté de Papineau en 1983.

### Chronologie
- 11 octobre 1920 : La municipalité de Montpellier est constituée d'une partie du territoire des municipalités de canton de Ripon et des municipalités cantons unis de Mulgrave-et-Derry et de Hartwell-et-Preston.
- 10 octobre 1998 : Montpellier annexe la totalité du territoire non-organisé de Lac-des-Écorces.

## Géographie
Montpellier se trouve au nord des vallées fertiles du canton de Ripon et à l'aube du nord de la région de Papineau occupé par le domaine forestier. La réserve faunique Papineau-Labelle en occupe toute la partie ouest. Le territoire de la municipalité chevauche les cantons de Ripon, Hartwell (maintenant Lac-Simon), Lathbury et Mulgrave-et-Derry.

## Démographie
| 1991 | 1996 | 2001 | 2006 | 2011 | 2016 | 2021  |
| ---- | ---- | ---- | ---- | ---- | ---- | ----- |
| 734  | 835  | 734  | 966  | 986  | 985  | 1 112 |

## Administration
Les élections municipales se font en bloc pour le maire et les six conseillers.
| Montpellier Maires depuis 2001                                                                                       |                 |         |          |
| Élection | Maire           | Qualité | Résultat |
| 2001 | Rhéo Faubert    |         | Voir     |
| 2005 | Stéphane Séguin |         | Voir     |
| 2009 | Pierre Bernier  |         | Voir     |
| 2013 | Stéphane Séguin |         | Voir     |
| 2017 | Stéphane Séguin | Voir    |          |
| 2021 | Stéphane Séguin | Voir    |          |
| Élection partielle en italique Depuis 2005, les élections sont simultanées dans toutes les municipalités québécoises |                 |         |          |

## Attraits
Depuis un demi-siècle, Montpellier est devenue un endroit prisé par les villégiateurs. Il suffit de penser au Lac Schryer qui comptait déjà dans les années quarante 250 chalets, un camping, un hôtel et un restaurant sur ses rives. En 1940 au Lac Vert, les Pères Blancs construisent un monastère pour les novices et 49 chalets qui serviront plus tard de colonie de vacances. Les lacs, la Réserve faunique de Papineau-Labelle, le golf, les sentiers divers, le Festival du Recycl'Art, Festival Médiéval de Montpellier et les expositions estivales du Centre régional d'art contemporain de Montpellier et de la galerie du Patrimoine, sont autant d'activités qui permettent aux visiteurs de venir se détendre chaque année à Montpellier.